# Världscupen i längdåkning 2011/2012
| Marit Bjørgen och Dario Cologna vinnare av världscupen |  | Marit Bjørgen och Dario Cologna vinnare av världscupen |
| Marit Bjørgen och Dario Cologna vinnare av världscupen |  |                                                        |

Världscupen i längdåkning 2011/2012 inleddes den 19-20 november 2011 i Sjusjøen, Norge och avslutades i Falun, Sverige den 16-18 mars 2012. Världscuppremiären skulle egentligen körts i norska Beitostølen, men på grund av snöbrist så flyttades tävlingarna till Sjusjøen. Tävlingsschemat var dock lika som föregående säsonger.
Denna säsong innehöll inget stort mästerskap såsom OS eller VM. Höjdpunkten var därför Tour de Ski som pågick mellan den 29 december 2014 och 8 januari 2015.
Den totala världscupen vanns på damsidan av norskan Marit Bjørgen och på herrsidan av schweizaren Dario Cologna. Samma personer vann distanscupen. Sprintcupen vanns av svensken Teodor Peterson och amerikanskan Kikkan Randall.

## Världscuppoäng
Världscuppoängen delas ut enligt följande:
- 1:a plats = 100 poäng
- 2:a plats = 80 poäng
- 3:e plats = 60 poäng
- 4:e plats = 50 poäng
- 5:e plats = 45 poäng
- 6:e plats = 40 poäng
- 7:e plats = 36 poäng
- 8:e plats = 32 poäng
- 9:e plats = 29 poäng
- 10:e plats = 26 poäng
- 11:e plats = 24 poäng
- 12:e plats = 22 poäng
- 13:e plats = 20 poäng
- 14:e plats = 18 poäng
- 15:e - 30:e plats = 16 - 1 poäng

## Kalender och resultat
Tour de Ski är en serie av tävlingar vilka räknas in i världscupen. Denna startar i Oberhof och avslutas i Val di Fiemme.
Både inledningen och avslutningen av världscupen har en egen cup, där segrare utifrån tre respektive fyra tävlingar utses, denna får då extra världscuppoäng.

### Herrar

#### Individuella tävlingar
| Nr                                                          | Ort                                 | Disciplin                           | Datum                               | Etta                | Tvåa                   | Trea                   | Detaljer |
| ----------------------------------------------------------- | ----------------------------------- | ----------------------------------- | ----------------------------------- | ------------------- | ---------------------- | ---------------------- | -------- |
| 1                                                           | Sjusjøen                            | 15 km F individuell                 | 19 november 2011                    | Johan Olsson        | Petter Northug         | Roland Clara           |          |
| Nordiska öppningen (25 november 2011 till 27 november 2011) |                                     |                                     |                                     |                     |                        |                        |          |
|                                                             | Kuusamo                             | Sprint K                            | 25 november 2011                    | Teodor Peterson     | Nikita Krjukov         | Øystein Pettersen      |          |
|                                                             | Kuusamo                             | 10 km F individuell                 | 26 november 2011                    | Petter Northug      | Roland Clara           | Maurice Manificat      |          |
|                                                             | Kuusamo                             | 15 km K jaktstart¹                  | 27 november 2011                    | Aleksej Poltaranin  | Eldar Rønning          | Daniel Richardsson     |          |
| 2                                                           | Nordiska öppningen - slutresultat   | Nordiska öppningen - slutresultat   | Nordiska öppningen - slutresultat   | Petter Northug      | Dario Cologna          | Eldar Rønning          |          |
| 3                                                           | Düsseldorf                          | Sprint F                            | 3 december 2011                     | Ola Vigen Hattestad | Aleksej Petuchov       | Pål Golberg            |          |
| 4                                                           | Davos                               | 30 km F individuell                 | 10 december 2011                    | Petter Northug      | Maurice Manificat      | Lukáš Bauer            |          |
| 5                                                           | Davos                               | Sprint F                            | 11 december 2011                    | Aleksej Petuchov    | Teodor Peterson        | Emil Jönsson           |          |
| 6                                                           | Rogla                               | 15 km K masstart                    | 17 december 2011                    | Petter Northug      | Dario Cologna          | Aleksej Poltaranin     |          |
| 7                                                           | Rogla                               | Sprint F                            | 18 december 2011                    | Dario Cologna       | Nikolaj Morilov        | Anders Gløersen        |          |
| Tour de Ski (29 december 2011 till 8 januari 2012)          |                                     |                                     |                                     |                     |                        |                        |          |
|                                                             | Oberhof                             | 3,75 km F prolog                    | 29 december 2011                    | Petter Northug      | Dario Cologna          | Maurice Manificat      |          |
|                                                             | Oberhof                             | 15 km K jaktstart                   | 30 december 2011                    | Axel Teichmann      | Petter Northug         | Dario Cologna          |          |
|                                                             | Oberstdorf                          | Sprint K                            | 31 december 2011                    | Nikita Krjukov      | Aleksej Petuchov       | Nikolaj Morilov        |          |
|                                                             | Oberstdorf                          | 20 km skiathlon                     | 1 januari 2012                      | Petter Northug      | Dario Cologna          | Maksim Vylegzjanin     |          |
|                                                             | Toblach                             | 5 km K individuell                  | 3 januari 2012                      | Aleksandr Ljogkov   | Eldar Rønning          | Dario Cologna          |          |
|                                                             | Toblach                             | Sprint F                            | 4 januari 2012                      | Nikolaj Morilov     | Petter Northug         | Dario Cologna          |          |
|                                                             | Cortina-Toblach                     | 35 km F jaktstart                   | 5 januari 2012                      | Dario Cologna       | Petter Northug         | Aleksandr Ljogkov      |          |
|                                                             | Val di Fiemme                       | 20 km K masstart                    | 7 januari 2012                      | Eldar Rønning       | Alex Harvey            | Dario Cologna          |          |
|                                                             | Val di Fiemme                       | 9 km F slutklättring¹               | 8 januari 2012                      | Aleksandr Ljogkov   | Maurice Manificat      | Marcus Hellner         |          |
| 8                                                           | Tour de Ski - Slutresultat          | Tour de Ski - Slutresultat          | Tour de Ski - Slutresultat          | Dario Cologna       | Marcus Hellner         | Petter Northug         |          |
| 9                                                           | Milano                              | Sprint F                            | 14 januari 2012                     | Eirik Brandsdal     | Josef Wenzl            | Teodor Peterson        |          |
| 10                                                          | Otepää                              | Sprint K                            | 21 januari 2012                     | Dario Cologna       | Ola Vigen Hattestad    | Eirik Brandsdal        |          |
| 11                                                          | Otepää                              | 15 km K individuell                 | 22 januari 2012                     | Dario Cologna       | Lukáš Bauer            | Devon Kershaw          |          |
| 12                                                          | Moskva                              | Sprint F                            | 2 februari 2012                     | Teodor Peterson     | Anders Gløersen        | Devon Kershaw          |          |
| 13                                                          | Rybinsk                             | 15 km F masstart                    | 4 februari 2012                     | Devon Kershaw       | Ilja Tjernousov        | Tobias Angerer         |          |
| 14                                                          | Rybinsk                             | 30 km skiathlon                     | 5 februari 2012                     | Maksim Vylegzjanin  | Ilja Tjernousov        | Tobias Angerer         |          |
| 15                                                          | Nove Mesto                          | 30 km K masstart                    | 11 februari 2012                    | Johan Olsson        | Dario Cologna          | Maksim Vylegzjanin     |          |
| 16                                                          | Szklarska Poreba                    | Sprint F                            | 17 februari 2012                    | Devon Kershaw       | Nikolaj Morilov        | Ola Vigen Hattestad    |          |
| 17                                                          | Szklarska Poreba                    | 15 km K individuell                 | 18 februari 2012                    | Johan Olsson        | Dario Cologna          | Aleksandr Ljogkov      |          |
| 18                                                          | Lahtis                              | 30 km skiathlon                     | 3 mars 2012                         | Dario Cologna       | Martin Johnsrud Sundby | Alex Harvey            |          |
| 19                                                          | Lahtis                              | Sprint K                            | 4 mars 2012                         | Emil Jönsson        | Teodor Peterson        | Nikita Krjukov         |          |
| 20                                                          | Drammen                             | Sprint K                            | 7 mars 2012                         | Eirik Brandsdal     | Len Väljas             | Pål Golberg            |          |
| 21                                                          | Oslo                                | 50 km K masstart                    | 10 mars 2012                        | Eldar Rønning       | Dario Cologna          | Martin Johnsrud Sundby |          |
| Världscupsavslutning (14 mars 2012 till 18 mars 2012)       |                                     |                                     |                                     |                     |                        |                        |          |
|                                                             | Stockholm                           | Sprint K                            | 14 mars 2012                        | Eirik Brandsdal     | Teodor Peterson        | Len Väljas             |          |
|                                                             | Falun                               | 3,75 km F individuell               | 16 mars 2012                        | Alex Harvey         | Dario Cologna          | Devon Kershaw          |          |
|                                                             | Falun                               | 15 km K masstart                    | 17 mars 2012                        | Dario Cologna       | Eldar Rønning          | Len Väljas             |          |
|                                                             | Falun                               | 15 km F jaktstart¹²                 | 18 mars 2012                        | Pjotr Sedov         | Alex Harvey            | Roland Clara           |          |
| 22                                                          | Världscupsavslutning - slutresultat | Världscupsavslutning - slutresultat | Världscupsavslutning - slutresultat | Dario Cologna       | Devon Kershaw          | Niklas Dyrhaug         |          |

¹Resultatet är utifrån åktider, och inte vilken åkare som gick först i mål. Slutresultatet i Nordiska öppningen, Tour de Ski och Världscupsavslutningen är däremot resultat utifrån målgångsordningen på jaktstarten.
²Inga världscuppoäng delas ut för denna etapp i Världscupsavslutningen.

#### Lagtävlingar
| Nr | Ort        | Disciplin       | Datum            | Etta                                                                       | Tvåa                                                                                        | Trea                                                                     | Detaljer |
| -- | ---------- | --------------- | ---------------- | -------------------------------------------------------------------------- | ------------------------------------------------------------------------------------------- | ------------------------------------------------------------------------ | -------- |
| 1  | Sjusjøen   | 4x10 km stafett | 20 november 2011 | Norge I Eldar Rønning Finn Hågen Krogh Lars Berger Petter Northug          | Norge III John Kristian Dahl Ronny Fredrik Ansnes Morten Eilifsen Sjur Røthe                | Sverige Marcus Hellner Daniel Richardsson Johan Olsson Calle Halfvarsson |          |
| 2  | Düsseldorf | Sprintstafett F | 4 december 2011  | Sverige I Jesper Modin Teodor Peterson                                     | Ryssland I Nikita Krjukov Aleksej Petuchov                                                  | Norge I Pål Golberg Ola Vigen Hattestad                                  |          |
| 3  | Milano     | Sprintstafett F | 15 januari 2012  | Ryssland I Aleksej Petuchov Nikolaj Morilov                                | Sverige I Calle Halfvarsson Teodor Peterson                                                 | Italien I David Hofer Fulvio Scola                                       |          |
| 4  | Nove Mesto | 4x10 km stafett | 12 februari 2012 | Norge I Eldar Rønning Niklas Dyrhaug Martin Johnsrud Sundby Petter Northug | Ryssland I Dmitrij Zjaparov Stanislav Volzjentsev Konstantin Glavatskich Maksim Vylegzjanin | Sverige Daniel Richardsson Johan Olsson Anders Södergren Marcus Hellner  |          |

### Damer

#### Individuella tävlingar
| Nr                                                          | Ort                                 | Disciplin                           | Datum                               | Etta                   | Tvåa                   | Trea                   | Detaljer |
| ----------------------------------------------------------- | ----------------------------------- | ----------------------------------- | ----------------------------------- | ---------------------- | ---------------------- | ---------------------- | -------- |
| 1                                                           | Sjusjøen                            | 10 km F individuell                 | 19 november 2011                    | Marit Bjørgen          | Charlotte Kalla        | Vibeke Skofterud       |          |
| Nordiska öppningen (25 november 2011 till 27 november 2011) |                                     |                                     |                                     |                        |                        |                        |          |
|                                                             | Kuusamo                             | Sprint K                            | 25 november 2011                    | Marit Bjørgen          | Charlotte Kalla        | Vibeke Skofterud       |          |
|                                                             | Kuusamo                             | 5 km F individuell                  | 26 november 2011                    | Marit Bjørgen          | Charlotte Kalla        | Vibeke Skofterud       |          |
|                                                             | Kuusamo                             | 10 km K jaktstart¹                  | 27 november 2011                    | Therese Johaug         | Marit Bjørgen          | Vibeke Skofterud       |          |
| 2                                                           | Nordiska öppningen - slutresultat   | Nordiska öppningen - slutresultat   | Nordiska öppningen - slutresultat   | Marit Bjørgen          | Therese Johaug         | Vibeke Skofterud       |          |
| 3                                                           | Düsseldorf                          | Sprint F                            | 3 december 2011                     | Kikkan Randall         | Natalia Matvejeva      | Laurien Van der Graaff |          |
| 4                                                           | Davos                               | 15 km F individuell                 | 10 december 2011                    | Marit Bjørgen          | Vibeke Skofterud       | Therese Johaug         |          |
| 5                                                           | Davos                               | Sprint F                            | 11 december 2011                    | Kikkan Randall         | Natalia Matvejeva      | Maiken Caspersen Falla |          |
| 6                                                           | Rogla                               | 10 km K masstart                    | 17 december 2011                    | Justyna Kowalczyk      | Therese Johaug         | Vibeke Skofterud       |          |
| 7                                                           | Rogla                               | Sprint F                            | 18 december 2011                    | Maiken Caspersen Falla | Chandra Crawford       | Ida Ingemarsdotter     |          |
| Tour de Ski (29 december 2011 till 8 januari 2012)          |                                     |                                     |                                     |                        |                        |                        |          |
|                                                             | Oberhof                             | 2,5 km F prolog                     | 29 december 2011                    | Justyna Kowalczyk      | Marit Bjørgen          | Hanna Brodin           |          |
|                                                             | Oberhof                             | 10 km K jaktstart                   | 30 december 2011                    | Justyna Kowalczyk      | Therese Johaug         | Marit Bjørgen          |          |
|                                                             | Oberstdorf                          | Sprint K                            | 31 december 2011                    | Justyna Kowalczyk      | Marit Bjørgen          | Astrid Jacobsen        |          |
|                                                             | Oberstdorf                          | 10 km skiathlon                     | 1 januari 2012                      | Marit Bjørgen          | Justyna Kowalczyk      | Therese Johaug         |          |
|                                                             | Toblach                             | 3 km K individuell                  | 3 januari 2012                      | Marit Bjørgen          | Justyna Kowalczyk      | Astrid Jacobsen        |          |
|                                                             | Toblach                             | Sprint F                            | 4 januari 2012                      | Marit Bjørgen          | Kikkan Randall         | Justyna Kowalczyk      |          |
|                                                             | Toblach                             | 15 km F jaktstart                   | 5 januari 2012                      | Marit Bjørgen          | Justyna Kowalczyk      | Therese Johaug         |          |
|                                                             | Val di Fiemme                       | 10 km K masstart                    | 7 januari 2012                      | Justyna Kowalczyk      | Marit Bjørgen          | Charlotte Kalla        |          |
|                                                             | Val di Fiemme                       | 9 km F slutklättring¹               | 8 januari 2012                      | Therese Johaug         | Justyna Kowalczyk      | Marit Bjørgen          |          |
| 8                                                           | Tour de Ski - Slutresultat          | Tour de Ski - Slutresultat          | Tour de Ski - Slutresultat          | Justyna Kowalczyk      | Marit Bjørgen          | Therese Johaug         |          |
| 9                                                           | Milano                              | Sprint F                            | 14 januari 2012                     | Ida Ingemarsdotter     | Kikkan Randall         | Maiken Caspersen Falla |          |
| 10                                                          | Otepää                              | Sprint K                            | 21 januari 2012                     | Justyna Kowalczyk      | Marit Bjørgen          | Natalia Matvejeva      |          |
| 11                                                          | Otepää                              | 10 km K individuell                 | 22 januari 2012                     | Justyna Kowalczyk      | Marit Bjørgen          | Therese Johaug         |          |
| 12                                                          | Moskva                              | Sprint F                            | 2 februari 2012                     | Justyna Kowalczyk      | Natalia Korosteljeva   | Anastasija Dotsenko    |          |
| 13                                                          | Rybinsk                             | 10 km F masstart                    | 4 februari 2012                     | Marit Bjørgen          | Charlotte Kalla        | Marthe Kristoffersen   |          |
| 14                                                          | Rybinsk                             | 15 km skiathlon                     | 5 februari 2012                     | Therese Johaug         | Justyna Kowalczyk      | Marit Bjørgen          |          |
| 15                                                          | Nove Mesto                          | 15 km K masstart                    | 11 februari 2012                    | Marit Bjørgen          | Justyna Kowalczyk      | Therese Johaug         |          |
| 16                                                          | Szklarska Poreba                    | Sprint F                            | 17 februari 2012                    | Ida Ingemarsdotter     | Maiken Caspersen Falla | Kikkan Randall         |          |
| 17                                                          | Szklarska Poreba                    | 10 km K individuell                 | 18 februari 2012                    | Justyna Kowalczyk      | Marit Bjørgen          | Therese Johaug         |          |
| 18                                                          | Lahtis                              | 15 km skiathlon                     | 3 mars 2012                         | Therese Johaug         | Marit Bjørgen          | Heidi Weng             |          |
| 19                                                          | Lahtis                              | Sprint K                            | 4 mars 2012                         | Marit Bjørgen          | Julia Ivanova          | Justyna Kowalczyk      |          |
| 20                                                          | Drammen                             | Sprint K                            | 7 mars 2012                         | Marit Bjørgen          | Astrid Jacobsen        | Justyna Kowalczyk      |          |
| 21                                                          | Oslo                                | 30 km K masstart                    | 11 mars 2012                        | Marit Bjørgen          | Justyna Kowalczyk      | Therese Johaug         |          |
| Världscupsavslutning (14 mars 2012 till 18 mars 2012)       |                                     |                                     |                                     |                        |                        |                        |          |
|                                                             | Stockholm                           | Sprint K                            | 14 mars 2012                        | Marit Bjørgen          | Julia Ivanova          | Maiken Caspersen Falla |          |
|                                                             | Falun                               | 2,5 km F individuell                | 16 mars 2012                        | Marit Bjørgen          | Charlotte Kalla        | Marthe Kristoffersen   |          |
|                                                             | Falun                               | 10 km K masstart                    | 17 mars 2012                        | Justyna Kowalczyk      | Heidi Weng             | Therese Johaug         |          |
|                                                             | Falun                               | 10 km F jaktstart¹²                 | 18 mars 2012                        | Therese Johaug         | Charlotte Kalla        | Heidi Weng             |          |
| 22                                                          | Världscupsavslutning - slutresultat | Världscupsavslutning - slutresultat | Världscupsavslutning - slutresultat | Marit Bjørgen          | Heidi Weng             | Charlotte Kalla        |          |

¹Resultatet är utifrån åktider, och inte vilken åkare som gick först i mål. Slutresultatet i Nordiska öppningen, Tour de Ski och Världscupsavslutningen är däremot resultat utifrån målgångsordningen på jaktstarten.
²Inga världscuppoäng delas ut för denna etapp i Världscupsavslutningen.

#### Lagtävlingar
| Nr | Ort        | Disciplin       | Datum            | Etta                                                                         | Tvåa                                                                                      | Trea                                                                                      | Detaljer |
| -- | ---------- | --------------- | ---------------- | ---------------------------------------------------------------------------- | ----------------------------------------------------------------------------------------- | ----------------------------------------------------------------------------------------- | -------- |
| 1  | Sjusjøen   | 4x5 km stafett  | 20 november 2011 | Norge I Vibeke Skofterud Therese Johaug Kristin Størmer Steira Marit Bjørgen | Norge II Astrid Jacobsen Ingvild Flugstad Østberg Tora Berger Marthe Kristoffersen        | Finland Krista Lähteenmäki Aino-Kaisa Saarinen Riitta-Liisa Roponen Riikka Sarasoja-Lilja |          |
| 2  | Düsseldorf | Sprintstafett F | 4 december 2011  | Norge I Mari Eide Maiken Caspersen Falla                                     | USA I Sadie Bjornsen Kikkan Randall                                                       | Ryssland I Natalia Korosteljeva Natalia Matvejeva                                         |          |
| 3  | Milano     | Sprintstafett F | 15 januari 2012  | Sverige I Hanna Brodin Ida Ingemarsdotter                                    | USA I Jessie Diggins Kikkan Randall                                                       | Kanada Perianne Jones Chandra Crawford                                                    |          |
| 4  | Nove Mesto | 4x5 km stafett  | 12 februari 2012 | Norge I Vibeke Skofterud Therese Johaug Astrid Jacobsen Marit Bjørgen        | Finland Riikka Sarasoja-Lilja Aino-Kaisa Saarinen Riitta-Liisa Roponen Krista Lähteenmäki | Norge II Heidi Weng Ragnhild Haga Marthe Kristoffersen Ingvild Flugstad Østberg           |          |

## Världscupställningar herrar
Nedan visas herrarnas resultat i världscupen, både totalt och i sprint/distans.
| Pl.  | Namn               | Poäng |
| ---- | ------------------ | ----- |
| 1.   | Dario Cologna      | 2216  |
| 2.   | Devon Kershaw      | 1466  |
| 3.   | Petter Northug     | 1199  |
| 4.   | Marcus Hellner     | 1058  |
| 5.   | Aleksandr Ljogkov  | 1000  |
| 6.   | Alex Harvey        | 974   |
| 7.   | Maksim Vylegzjanin | 911   |
| 8.   | Maurice Manificat  | 768   |
| 9.   | Ilja Tjernousov    | 750   |
| 10.  | Eldar Rønning      | 675   |
| 12.  | Teodor Peterson    | 617   |
| 14.  | Johan Olsson       | 593   |
| 33.  | Emil Jönsson       | 292   |
| 38.  | Daniel Richardsson | 230   |
| 47.  | Calle Halfvarsson  | 203   |
| 54.  | Anders Södergren   | 150   |
| 66.  | Jesper Modin       | 91    |
| 71.  | Robin Bryntesson   | 71    |
| 85.  | Johan Edin         | 52    |
| 90.  | Jens Eriksson      | 45    |
| 100. | Simon Persson      | 35    |
| 126. | Anton Lindblad     | 19    |
| 127. | Lars Nelson        | 18    |
| 134. | Robin Norum        | 13    |
| 149. | Fredrik Jonsson    | 4     |

| Pl. | Namn                | Poäng |
| --- | ------------------- | ----- |
| 1.  | Teodor Peterson     | 617   |
| 2.  | Nikolaj Morilov     | 494   |
| 3.  | Eirik Brandsdal     | 483   |
| 4.  | Aleksej Petuchov    | 435   |
| 5.  | Ola Vigen Hattestad | 426   |
| 6.  | Dario Cologna       | 404   |
| 7.  | Devon Kershaw       | 303   |
| 8.  | Emil Jönsson        | 277   |
| 9.  | Pål Golberg         | 258   |
| 10. | Nikita Krjukov      | 257   |

| Pl. | Namn               | Poäng |
| --- | ------------------ | ----- |
| 1.  | Dario Cologna      | 1052  |
| 2.  | Devon Kershaw      | 781   |
| 3.  | Aleksandr Ljogkov  | 673   |
| 4.  | Maksim Vylegzjanin | 657   |
| 5.  | Petter Northug     | 619   |
| 6.  | Ilja Tjernousov    | 567   |
| 7.  | Alex Harvey        | 546   |
| 8.  | Marcus Hellner     | 536   |
| 9.  | Maurice Manificat  | 508   |
| 10. | Johan Olsson       | 503   |

## Världscupställningar damer
Nedan visas damernas resultat i världscupen, både totalt och i sprint/distans.
| Pl.  | Namn                 | Poäng |
| ---- | -------------------- | ----- |
| 1.   | Marit Bjørgen        | 2689  |
| 2.   | Justyna Kowalczyk    | 2419  |
| 3.   | Therese Johaug       | 1787  |
| 4.   | Charlotte Kalla      | 1376  |
| 5.   | Kikkan Randall       | 1307  |
| 6.   | Marthe Kristoffersen | 1069  |
| 7.   | Krista Lähteenmäki   | 940   |
| 8.   | Aino-Kaisa Saarinen  | 852   |
| 9.   | Astrid Jacobsen      | 787   |
| 10.  | Heidi Weng           | 785   |
| 22.  | Ida Ingemarsdotter   | 475   |
| 23.  | Anna Haag            | 404   |
| 28.  | Hanna Brodin         | 292   |
| 37.  | Maria Rydqvist       | 204   |
| 57.  | Sofia Bleckur        | 63    |
| 65.  | Mia Eriksson         | 44    |
| 67.  | Linn Sömskar         | 42    |
| 78.  | Sara Lindborg        | 23    |
| 83.  | Emma Wikén           | 13    |
| 93.  | Stina Nilsson        | 8     |
| 106. | Magdalena Pajala     | 3     |
| 110. | Lisa Larsen          | 2     |
| 111. | Hanna Falk           | 2     |

| Pl. | Namn                     | Poäng |
| --- | ------------------------ | ----- |
| 1.  | Kikkan Randall           | 658   |
| 2.  | Maiken Caspersen Falla   | 536   |
| 3.  | Marit Bjørgen            | 521   |
| 4.  | Justyna Kowalczyk        | 515   |
| 5.  | Natalia Matvejeva        | 469   |
| 6.  | Ida Ingemarsdotter       | 416   |
| 7.  | Chandra Crawford         | 280   |
| 8.  | Ingvild Flugstad Østberg | 266   |
| 9.  | Anne Kyllönen            | 256   |
| 10. | Vesna Fabjan             | 252   |

| Pl. | Namn                   | Poäng |
| --- | ---------------------- | ----- |
| 1.  | Marit Bjørgen          | 1448  |
| 2.  | Justyna Kowalczyk      | 1324  |
| 3.  | Therese Johaug         | 1231  |
| 4.  | Charlotte Kalla        | 804   |
| 5.  | Marthe Kristoffersen   | 699   |
| 6.  | Vibeke Skofterud       | 522   |
| 7.  | Krista Lähteenmäki     | 492   |
| 8.  | Aino-Kaisa Saarinen    | 488   |
| 9.  | Kristin Størmer Steira | 484   |
| 10. | Heidi Weng             | 429   |

### Fotnoter
1. ↑  Sjusjöen tar över längdpremiären SVT Sport 10 november 2011
2. ↑  FIS: Men Cup Standing Results (engelska)
3. ↑  FIS: Ladies Cup Standing Results (engelska)